# Herb Raciąża
Herb Raciąża – jeden z symboli miasta Raciąż w postaci herbu. Wizerunek herbowy znany jest od XVI stulecia.

## Wygląd i symbolika
Herb przedstawia na srebrnej tarczy fragment czerwonego muru miejskiego z blankami. W murze jest wyraźnie zachowany podział na cegły lub ciosy. Pośrodku muru umieszczona jest czerwona baszta z blankami, posiadająca błękitny, stożkowany dach. Baszta ma dwa czarne okna: małe, kwadratowe u góry i wysokie, wąskie poniżej. 